# Micky van de Ven
Micky van de Ven (Wormer, 19 de abril de 2001) es un futbolista neerlandés que juega en la demarcación de defensa para el Tottenham Hotspur F. C. de la Premier League.

## Selección nacional
Tras jugar en la selección de fútbol sub-21 de Países Bajos, el 21 de octubre de 2022 fue preseleccionado por el seleccionador Louis van Gaal para disputar con la selección absoluta la Copa Mundial de Fútbol de 2022. Sin embargo, finalmente se cayó de la lista final el 11 de noviembre.
Para hacer su debut tuvo que esperar hasta el 13 de octubre de 2023 en un partido de clasificación para la Eurocopa 2024 que perdieron ante Francia.

### Participaciones en Eurocopas
| Copa          | Sede     | Resultado   | Partidos | Goles |
| ------------- | -------- | ----------- | -------- | ----- |
| Eurocopa 2024 | Alemania | Semifinales | 4        | 0     |

## Estadísticas

### Clubes
Actualizado al último partido disputado el 25 de mayo de 2025.
| Club                               | Div.          | Temporada     | Liga  | Liga  | Copas nacionales | Copas nacionales | Copas internacionales | Copas internacionales | Total | Total |
| Club                               | Div.          | Temporada     | Part. | Goles | Part.            | Goles            | Part.                 | Goles                 | Part. | Goles |
| ---------------------------------- | ------------- | ------------- | ----- | ----- | ---------------- | ---------------- | --------------------- | --------------------- | ----- | ----- |
| Jong FC Volendam · Países Bajos    | 4.ª           | 2018-19       | 1     | 0     | ―                | ―                | ―                     | ―                     | 1     | 0     |
| Jong FC Volendam · Países Bajos    | 3.ª           | 2019-20       | 6     | 1     | ―                | ―                | ―                     | ―                     | 6     | 1     |
| Jong FC Volendam · Países Bajos    | Total club    | Total club    | 7     | 1     | 0                | 0                | 0                     | 0                     | 7     | 1     |
| F. C. Volendam · Países Bajos      | 2.ª           | 2019-20       | 19    | 0     | 1                | 0                | ―                     | ―                     | 20    | 0     |
| F. C. Volendam · Países Bajos      | 2.ª           | 2020-21       | 27    | 2     | 1                | 0                | ―                     | ―                     | 28    | 2     |
| F. C. Volendam · Países Bajos      | Total club    | Total club    | 46    | 2     | 2                | 0                | 0                     | 0                     | 48    | 2     |
| VfL Wolfsburgo · Alemania          | 1.ª           | 2021-22       | 5     | 0     | 0                | 0                | 0                     | 0                     | 5     | 0     |
| VfL Wolfsburgo · Alemania          | 1.ª           | 2022-23       | 33    | 1     | 3                | 0                | ―                     | ―                     | 36    | 1     |
| VfL Wolfsburgo · Alemania          | Total club    | Total club    | 38    | 1     | 3                | 0                | 0                     | 0                     | 41    | 1     |
| Tottenham Hotspur F. C. Inglaterra | 1.ª           | 2023-24       | 27    | 3     | 2                | 0                | ―                     | ―                     | 29    | 3     |
| Tottenham Hotspur F. C. Inglaterra | 1.ª           | 2024-25       | 13    | 0     | 1                | 0                | 8                     | 0                     | 22    | 0     |
| Tottenham Hotspur F. C. Inglaterra | Total club    | Total club    | 40    | 3     | 3                | 0                | 8                     | 0                     | 51    | 3     |
| Total carrera                      | Total carrera | Total carrera | 131   | 7     | 8                | 0                | 8                     | 0                     | 147   | 7     |

## Palmarés

### Títulos internacionales
| Título                 | Equipo                  | Sede   | Año  |
| ---------------------- | ----------------------- | ------ | ---- |
| Liga Europa de la UEFA | Tottenham Hotspur F. C. | Bilbao | 2025 |